# Bodianus bennetti
Bodianus bennetti là một loài cá biển thuộc chi Bodianus trong họ Cá bàng chài. Loài này được mô tả lần đầu tiên vào năm 2016.

## Từ nguyên
Từ định danh được đặt theo tên của Timothy Bennett, người đã thu thập mẫu định danh của loài này.

## Phạm vi phân bố và môi trường sống
B. bennetti hiện được biết đến tại rạn Flora ở phía đông bắc bang Queensland, Úc (độ sâu được quan sát và thu thập: 97 m) và ngoài khơi đảo Moorea (Polynésie thuộc Pháp, độ sâu 103 m), sau đó được ghi nhận thêm tại phía bắc rạn san hô Great Barrier (độ sâu 155–179 m).

## Mô tả
B. bennetti có chiều dài cơ thể tối đa được ghi nhận là 11 cm. Cá trưởng thành của hai giới có 3 dải sọc ngang màu đỏ tươi xen kẽ với các sọc màu vàng hoặc trắng. Dải đỏ thứ hai dày nhất, từ mõm băng ngang mắt kéo dài ra phía sau và kết thúc bởi một đốm đỏ ở gốc vây đuôi (đốm này lớn và rõ hơn ở cá đực). Có một đốm đen nổi bật trên nắp mang. Cá con có thêm vệt đen ở vây lưng trước (tiêu biến khi chúng lớn lên).
Số gai ở vây lưng: 12; Số tia vây ở vây lưng: 10; Số gai ở vây hậu môn: 3; Số tia vây ở vây hậu môn: 12; Số tia vây ở vây ngực: 17.
So với các loài trong phân chi Trochocopus, sọc đỏ dưới cùng của B. bennetti không kéo dài lên đến đầu, mà chỉ từ sau vây ngực kéo dài ngược ra sau.